# Список номеров комикса «Красная Фурия»
«Кра́сная Фу́рия» — серия комиксов о профессиональной воровке и спецагенте Нике Чайкиной, которая работает на Международное Агентство Контроля (МАК) — секретную организацию, целью которой является предотвращение военных конфликтов по всему миру. Комикс создан российским издательством Bubble Comics и публиковался в период с 2012 по 2017 год. Сюжет комикса связан с другими сериями издательства Bubble: «Майором Громом», «Бесобоем» и «Иноком» и пересекается с ними в арке-кроссовере «Время Ворона»: номера «Красной Фурии» с 35 по 41 входят в его сюжет, а седьмой сборник, «Майор Гром и Красная Фурия — Книга 7: В сердце тьмы», является общим между «Майором Громом» и «Красной Фурией», и содержит выпуски с 38 по 41 соответствующих серий. В январе 2017 года в рамках инициативы «Второе дыхание» серия была закончена и заменена на другую, под заголовком «Союзники», которая является её продолжением. Второго октября 2014 года начали выходить сборники-тома с выпусками, а впоследствии другие номера также выходили в составе сборников. Каждый том получал допечатку с альтернативной обложкой. Помимо самих комиксов были включены дополнительные материалы: комментарии создателей, скетчи и зарисовки персонажей, локаций, эскизы обложек и их неиспользованные варианты.

## Список номеров
| № | Заглавие                                   | Сценарист(ы)                    | Художник(и)                                 | Колорист(ы)                                    | Дата выхода      | ISBN                   |
| --- | ------------------------------------------ | ------------------------------- | ------------------------------------------- | ---------------------------------------------- | ---------------- | ---------------------- |
| 1 | В поисках Грааля — книга первая            | Артём Габрелянов Сергей Волков  | Олег Окунев Андрей Родин                    | Анастасия Катеринич Игорь Лобода Алёна Карпова | 2 октября 2014   | ISBN 978-5-9905844-2-6 |
| Список номеров: - 1. В поисках Грааля — часть 1 (22 октября 2012) - 2. В поисках Грааля — часть 2 (22 ноября 2012) - 3. В поисках Грааля — часть 3 (22 декабря 2012) - 4. Миллионер; Око Шивы (22 января 2013) - 5. В поисках Грааля — часть 4 (22 февраля 2013) - 6. В поисках Грааля — часть 5 (22 марта 2013) - 7. В поисках Грааля — часть 6 (22 апреля 2013) |                                            |                                 |                                             |                                                |                  |                        |
| После неудачной попытки ограбления Пекинского музея истории профессиональная воровка Ника Чайкина и её напарник Джонни попадаются в ловушку МАК (Международного Агентства Контроля), организации, которая занимается предотвращением Третьей мировой войны. МАК предлагает им присоединиться к специальной команде, которая ищет Святой Грааль — могущественный артефакт, который даёт власть над миром. Команда состоит из американца Джошуа Донато, немки Лотты Лемке, китайца Ян Вана и англичанина Артура Хаксли, и им предстоит найти Грааль и противостоять неонацистской организации «Чёрная луна», возглавляемой безумным учёным Рихардом Риппе. В ходе своих приключений отряд отправляется в Германию, где находят дневник Гитлера, но не без препятствий со стороны «ордена Бисмарка». Затем они отправляются в Камерун в поисках первой подсказки о местонахождении Грааля, но сталкиваются с «Чёрной луной». После этого отряд отправляется в Антарктиду, где узнаёт о созданных Риппе технобогах. |                                            |                                 |                                             |                                                |                  |                        |
| № | Заглавие                                   | Сценарист(ы)                    | Художник(и)                                 | Колорист(ы)                                    | Дата выхода      | ISBN                   |
| 2 | В поисках Грааля — книга вторая            | Артём Габрелянов Сергей Волков  | Олег Окунев Андрей Родин                    | Анастасия Катеринич Игорь Лобода Алёна Карпова | 22 декабря 2014  | ISBN 978-5-9905844-7-1 |
| - 8. В поисках Грааля — часть 7 (22 мая 2013) - 9. В поисках Грааля — часть 8 (22 июня 2013) - 10. В поисках Грааля — эпилог (22 июля 2013) - 11. Джунгли зовут — часть 1 (22 августа 2013) - 12. Джунгли зовут — часть 2 (22 сентября 2013) - 13. Джунгли зовут — часть 3 (22 октября 2013) - 14. Джунгли зовут — часть 4 (22 ноября 2013) - 15. День рождения (22 декабря 2013) |                                            |                                 |                                             |                                                |                  |                        |
| На Антарктиде МАК штурмует крепость «Чёрной луны» под названием «Асулбург», а Нике удаётся выкрасть у Риппе первую подсказку к местонахождению Грааля. После команда едет на отдых в Египет. В Египте Ника встречает свою старую знакомую Джину, с которой она состояла в Братстве воров. Джина напоминает Нике, что тех, кто ушёл из Братства, ждёт незавидная участь. Впоследствии МАК отправляется на остров Кильва в Танзании с целью найти башню Бисмарка со следующей подсказкой о местонахождении Грааля. Там они сталкиваются с диким племенем мохабов, тираннозаврами и Отто Шрайбером из «Чёрной луны», жаждущим мести команде МАК за разрушенную организацию. |                                            |                                 |                                             |                                                |                  |                        |
| № | Заглавие                                   | Сценарист(ы)                    | Художник(и)                                 | Колорист(ы)                                    | Дата выхода      | ISBN                   |
| 3 | Тёмное наследие — книга первая             | Артём Габрелянов                | Андрей Васин Константин Тарасов             | Вячеслав Доронин Екатерина Менабде             | 1 августа 2015   | ISBN 978-5-907553-30-9 |
| - 16. Затишье перед бурей (22 января 2014) - 17. Тёмное наследие — часть 1 (21 февраля 2014) - 18. Тёмное наследие — часть 2 (20 марта 2014) - 19. Тёмное наследие — часть 3 (21 апреля 2014) |                                            |                                 |                                             |                                                |                  |                        |
| Ника и её напарники отправляются в Консепсьон, что в Чили, дабы отыскать вторую башню Бисмарка, и, соответственно, третью подсказку к нахождению Грааля. В этих подсказках, помимо «Чёрной Луны», также заинтересована крупная высокотехнологичная оружейная корпорация Holt International. Обнаружив, что башня пуста, герои решают, что часть головоломки забрали нацисты, и решают обследовать близлежащее немецкое поселение Вилла Бавьера. |                                            |                                 |                                             |                                                |                  |                        |
| № | Заглавие                                   | Сценарист(ы)                    | Художник(и)                                 | Колорист(ы)                                    | Дата выхода      | ISBN                   |
| 4 | Тёмное наследие — книга вторая             | Артём Габрелянов                | Константин Тарасов Олег Окунев              | Екатерина Менабде                              | 1 октября 2015   | ISBN 978-5-9907068-0-4 |
| - 20. Тёмное наследие — часть 4 (21 мая 2014) - 21. Тёмное наследие — часть 5 (20 июня 2014) - 22. Тёмное наследие — часть 6 (21 июля 2014) - 23. Потеря (20 августа 2014) - 24. После бури (22 сентября 2014) |                                            |                                 |                                             |                                                |                  |                        |
| В результате поисков Ника и товарищи находят под поселением сеть подземных лабораторий, полных оживших мертвецов. Героям удаётся найти третью часть головоломки, но в ходе выполнения миссии погибает Ян Ван. На выходе из бункера команду поджидала Джесси Родригез — наёмница, страдающая нимфоманией. Как оказывается, она была нанята Августом ван дер Хольтом, оружейным магнатом и главой корпорации Holt International, ищущим металл воларум, из которого как раз состоит добытая героями часть головоломки. В обмен на неё и секс с Джошуа Донато, с которым она когда-то состояла в отношениях, Родригез сохраняет жизнь Артуру Хаксли и отпускает героев. Потрясённая случившимся, Ника заявляет, что покидает МАК. |                                            |                                 |                                             |                                                |                  |                        |
| № | Заглавие                                   | Сценарист(ы)                    | Художник(и)                                 | Колорист(ы)                                    | Дата выхода      | ISBN                   |
| 5 | Ничего личного, просто бизнес              | Артём Габрелянов                | Эдуард Петрович Нина Вакуева Артем Мясников | Иван Елясов                                    | 15 апреля 2016   | ISBN 978-5-9907605-6-1 |
| - 25. Ничего личного, просто бизнес — часть 1 (10 октября 2014) - 26. Ничего личного, просто бизнес — часть 2 (14 ноября 2014) - 27. Ничего личного, просто бизнес — часть 3 (15 декабря 2014) - 28. Ничего личного, просто бизнес — часть 4; Новая жизнь (15 января 2015) - 29. Сила мысли — часть 1 (15 февраля 2015) - 30. Сила мысли — часть 2 (16 марта 2015) - 31. Сила мысли — часть 3 (13 марта 2014) |                                            |                                 |                                             |                                                |                  |                        |
| Ника скрывается от МАК в Сан-Франциско, но её настигает агент «Дельта» — куратор команды, в которую входила Ника, и сообщает ей, что официально Ника признана погибшей. Он даёт ей задание внедриться в Holt International и выяснить планы Хольта взамен на свободу и новые личные данные. После проверочного спарринга с Джессикой Ника становится телохранительницей Мико, младшей сестры Августа ван дер Хольта, и даже Август отмечает, что Ника хорошо на неё влияет, и рассказывает ей о своём прошлом. Ника выясняет, что Хольт хочет сымитировать ракетный удар Северной Кореи по США, но Хольт раскрывает Нику. План Хольта удаётся предотвратить с помощью Джонни. Тем временем в секретной лаборатории МАК совершает побег один из подопытных — это выживший Ян Ван, заполучивший сильные псионические способности благодаря инъекции «сыворотки жизни», найденной Никой и друзьями в бункере под Вилла-Бавьерой. Ян Ван выяснил, что МАК держало его в коме седативными препаратами и для своих военных производило из его спинномозговой жидкости особое вещество, наделяющее их телекинезом. Обозлённый Ян Ван пошёл против МАК, но лишь Ника его остановила. После этого агент «Дельта» предлагает Чайкиной вернуться в МАК и продолжить поиски Грааля, на что девушка соглашается.                                                                                                 |                                            |                                 |                                             |                                                |                  |                        |
| № | Заглавие                                   | Сценарист(ы)                    | Художник(и)                                 | Колорист(ы)                                    | Дата выхода      | ISBN                   |
| 6 | Башня ворона                               | Игорь Худаев Артём Габрелянов   | Эдуард Петрович Артем Мясников              | Иван Елясов                                    | 8 июня 2016      | ISBN 978-5-9908270-1-1 |
| - 32. Любовь зла (15 мая 2015) - 33. Отто и Лотта (16 июня 2015) - 34. Братство (16 июля 2015) - 35. Башня ворона — часть 1 (14 августа 2015) - 36. Башня ворона — часть 2 (14 сентября 2015) - 37. Апгрейд (15 октября 2015) |                                            |                                 |                                             |                                                |                  |                        |
| Чтобы найти воларум, Хольт даёт Джесси в напарники Мёрдока Макалистера, ирландского террориста. Продолжение поисков привело героев в Чехию, к ещё одной башне Бисмарка. В ходе безуспешных поисков на Нику и команду напал один из последователей культа бога-ворона Кутха, решивший принести девушку в жертву богу. На помощь к героям пришла давняя подруга Чайкиной, Джина Стивенс, которая давно её искала. Братство воров — секта, представляющая из себя тайную криминальную организацию. Когда-то братство завербовало и молодую Нику, тогда жившую в цирке и работавшей акробаткой. Долгие годы Ника работала на них и проходила обучение, но при первой возможности инсценировала свою смерть и сбежала. В конечном итоге с Никой у Джины происходит разлад, и та уходит. После этого Ника прибывает на тайную базу МАК, где ей дают улучшенный костюм, но из-за предательства одного из сотрудников МАК базу атакует «Чёрная луна». |                                            |                                 |                                             |                                                |                  |                        |
| № | Заглавие                                   | Сценарист(ы)                    | Художник(и)                                 | Колорист(ы)                                    | Дата выхода      | ISBN                   |
| 7 | Майор Гром и Красная Фурия — В сердце тьмы | Артём Габрелянов                | Нина Вакуева Анна Рудь Маргарита Каблукова  | Наталья Мартинович Кирилл Перепелицын          | 19 сентября 2016 | ISBN 978-5-9908270-8-0 |
| Список номеров: - Одержимость (Майор Гром №38) - 38. Прозрение (16 ноября 2015) - Чувство долга (Майор Гром №39) - 39. Отражение (14 декабря 2015) - В сердце тьмы — часть 1 (Майор Гром №40) - 40. В сердце тьмы — часть 2 (18 января 2016) - Идеальный день (Майор Гром №41) - 41. Крах (4 февраля 2016) |                                            |                                 |                                             |                                                |                  |                        |
| Руководство МАК узнаёт о планах Августа и Магистра, могущественного мага и чернокнижника, по воскрешению бога-ворона Кутха. Группа Чайкиной отправляется на базу Хольта в Монголии, на которой и происходит воскрешение. Возрождённый бог-ворон обращает почти всех, кто был на базе, в том числе и Хольта, в подчиняющихся ему монстров-оборотней. Тем временем майор Гром пытается убить своего заклятого врага Сергея Разумовского при переводе того в другую тюрьму, однако последнего похищают «Дети святого Патрика» по приказу Хольта и отвозят в Сибирь, чтобы тот стал телом-вместилищем для бога-ворона Кутха. По пути Гром встречает команду «МАК» вместе с Никой Чайкиной, известной как Красная Фурия, и предлагает им свою помощь. Узнав, что Гром ищет Разумовского, чтобы отомстить, Ника пытается внушить ему, что месть не приведёт ни к чему хорошему, и единственный выход для Игоря — жить дальше. Игорь и Ника прибывают в Сибирь, где застают Кутха, пленившего Инока. Герои вступают в бой со злодеем, но проигрывают. Кутх превращает Грома в монстра и тому начинает сниться сон, где Юля Пчёлкина жива. Когда майор осознаёт, что происходящее нереально, она резко меняется в настроении, даёт майору осколок стекла и призывает убить Разумовского, оказавшегося прямо перед Игорем. Гром отказывается, заявив, что прощает убийцу, тем самым пробудив светлого Кутха. |                                            |                                 |                                             |                                                |                  |                        |
| № | Заглавие                                   | Сценарист(ы)                    | Художник(и)                                 | Колорист(ы)                                    | Дата выхода      | ISBN                   |
| 8 | Агент Симмонс                              | Артём Габрелянов Евгений Еронин | Андрей Васин Олег Окунев                    | Олег Ершов Роман Титов Анна Сидорова           | 24 декабря 2016  | ISBN 978-5-9908709-5-6 |
| Список номеров: - 42. Агент Симмонс — часть 1 (11 апреля 2016) - 43. Агент Симмонс — часть 2 (16 мая 2016) - 44. Жажда смерти (14 июня 2016) - 45. Идол (15 июля 2016) |                                            |                                 |                                             |                                                |                  |                        |
| В ходе событий «Времени Ворона» Артур сообщает Нике, Джошуа и Лотте о смерти агента «Дельта» и роспуске МАК, а Джесси сбегает от Хольта и охотящихся на неё спецслужб. После событий «Времени Ворона», во время похорон агента «Дельта», раскрывается его настоящее имя — Джек Симмонс. Каждый из команды Красной Фурии вспоминает первую встречу с Симмонсом, после чего к героям присоединяется молодой человек, которым оказывается давно пропавший хакер Джонни. Джонни признаётся, что агент «Дельта» был его дядей и опекуном, заменившим ему родителей. Вместе товарищи принимают решение продолжить дело Симмонса и найти Святой Грааль. |                                            |                                 |                                             |                                                |                  |                        |
| № | Заглавие                                   | Сценарист(ы)                    | Художник(и)                                 | Колорист(ы)                                    | Дата выхода      | ISBN                   |
| 9 | Финальный рывок                            | Артём Габрелянов                | Эдуард Петрович Марина Привалова            | Анна Сидорова Юлия Логанова                    | 10 июня 2017     | ISBN 978-5-9500084-1-2 |
| Список номеров: - 46. Сам себе враг — часть 1 (15 августа 2016) - 47. Сам себе враг — часть 2 (15 сентября 2016) - 48. Финальный рывок — часть 1 (14 октября 2016) - 49. Финальный рывок — часть 2 (14 ноября 2016) - 50. Финальный рывок — часть 3 (24 декабря 2016) |                                            |                                 |                                             |                                                |                  |                        |
| В Калининграде Ника продолжает поиски следующей подсказки к местонахождению Грааля. Там она сталкивается со своим злым клоном, созданным её давним врагом, Рихардом Риппе, и проигрывает ей в бою. Пока команда пытается разобраться в ситуации и поймать двойника, Рихард Риппе крадёт из Ватикана копьё Лонгина, а также находит Святой Грааль. Испив из него, Риппе возвращает себе былую молодость и превращается в могущественного воина. Благодаря помощи Джины Стивенс Нике удаётся одолеть Риппе и вернуть Святой Грааль. Она передаёт его Братству воров на хранение, а Джина забирает себе двойника Ники. Герои празднуют победу, но неожиданно на них нападает Август ван дер Хольт с группой солдат, собирающийся пленить их. Ника и её товарищи дают ему бой, но проигрывают, а Ника в ходе схватки лишается обеих ног. |                                            |                                 |                                             |                                                |                  |                        |